# Marek Biernacki

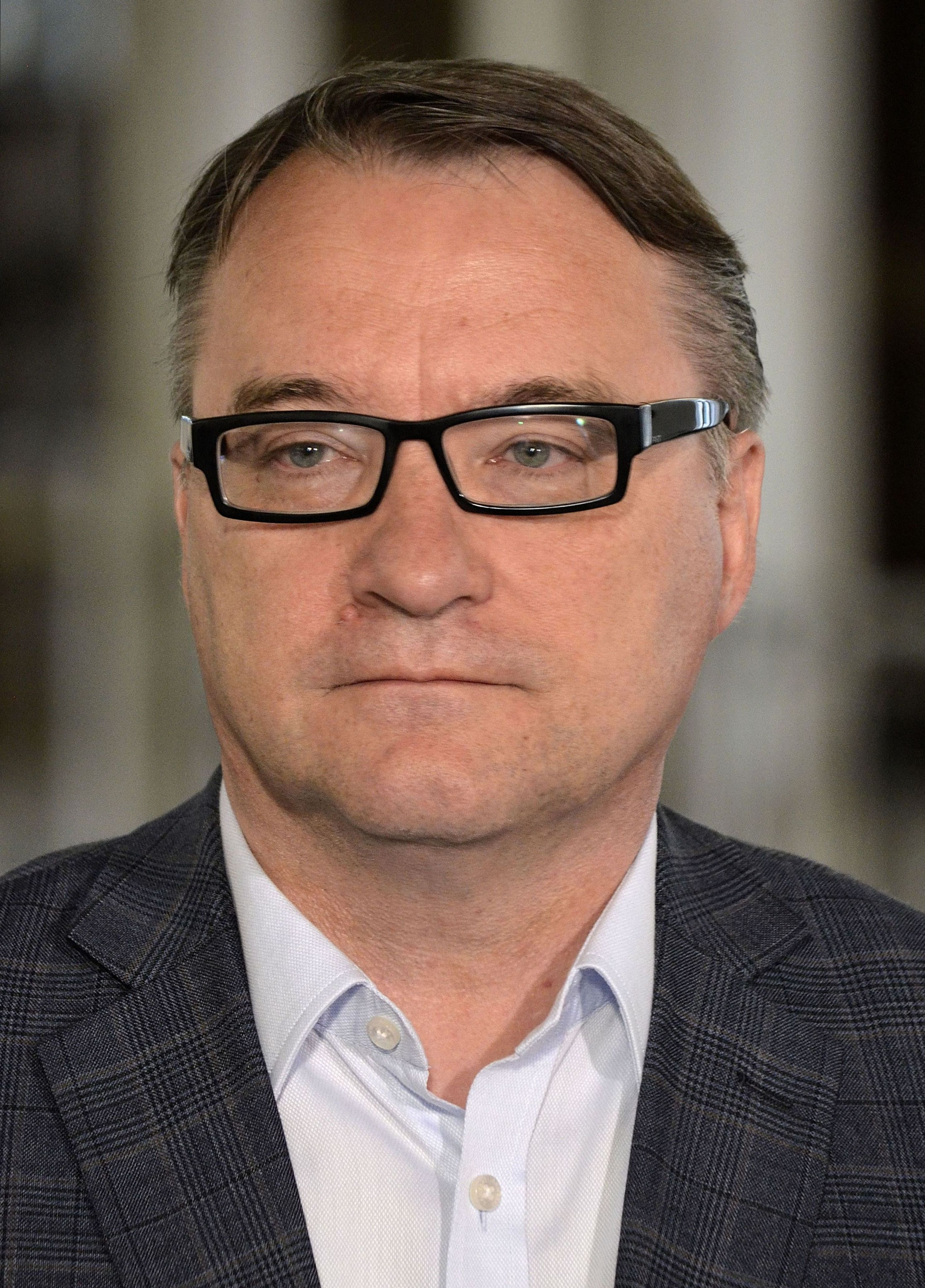
Marek Biernacki (2015)

Marek Biernacki (* 28. April 1959 in Sopot) ist ein polnischer Politiker (PN, AWS, PO, PSL). Er war von 1999 bis 2001 Innenminister in der Regierung von Jerzy Buzek und 2013/14 Justizminister im zweiten Kabinett Tusk. Er gehörte dem Sejm von 1997 bis 2001 und seit 2005 in dessen III., V., VI., VII., VIII., IX. und X. Wahlperiode an.

## Leben und Beruf
Marek Biernacki wuchs in Danzig auf. An der dortigen Universität studierte er Recht und Verwaltung und schloss sie 1985 ab. Nach dem Abschluss der Universität war er Mitarbeiter am Historischen Museum in Danzig sowie am Lehrstuhl für Kriminalistik der Danziger Universität. Ab 1997 war er Dozent der Universität und lehrte Recht und Geschichte.

## Politik
Ab 1981 war Biernacki Mitglied der Organisation Ruch Młodej Polski. In den 1980er Jahren engagierte er sich in den Untergrundstrukturen der inzwischen verbotenen Gewerkschaft Solidarność. 1991, nach der politischen Wende in Polen, wurde Marek Biernacki zum Liquidator des Eigentums der Polnischen Vereinigten Arbeiterpartei (PZPR) in Danzig bestellt. Er leitete erfolgreich mehrere Verfahren zur Rückgewinnung von Vermögenswerten, bis er vom Woiwoden der Woiwodschaft Danzig, Henryk Wojciechowski, 1996 von diesem Amt abgelöst wurde.
Ab 1995 engagierte er sich in der Prawica Narodowa (PN) und zog als einziger Abgeordneter für diese bei der Parlamentswahl 1997 über das Wahlbündnis Akcja Wyborcza Solidarność (AWS) in den Sejm ein. Als sich die AWS nach der erfolgreichen Wahl in eine Partei umwandelte schloss Biernacki sich mit der PN ihr an. Im Sejm war er Vorsitzender des Geheimdienstausschusses und war Mitinitiator des Gesetzes zur Errichtung des Instytut Pamięci Narodowej. Von 1999 bis 2001 war Biernacki Minister für Inneres und Verwaltung. 2001 kandidierte er erfolglos für den Blok Senat 2001, an dem die AWS beteiligt war, zum Senat der Republik Polen. Er trat 2002 der im Vorjahr gegründeten Platforma Obywatelska (PO) und wurde im selben Jahr in den Woiwodschaftssejmik der Woiwodschaft Pommern gewählt. Von 2002 bis 2004 war er Vizemarschall der Woiwodschaft. Bei den Parlamentswahlen im Jahr 2005 zog er für die PO in den Sejm ein und auch bei den vorgezogenen Neuwahlen 2007 sowie der Wahl 2011 konnte er einen Sitz im Sejm erringen. Von 2009 bis 2011 leitete er den Parlamentarischen Untersuchungsausschuss zur Untersuchung der Umstände der Entführung und Ermordung von Krzysztof Olewnik.
Vom 29. April 2013 bis zum 22. September 2014 war Biernacki als Nachfolger von Jarosław Gowin Justizminister im Kabinett Tusk II. Anschließend wurde er Vorsitzender des Sejm-Ausschusses zur Kontrolle der Geheimdienste. Bei der Wahl im Jahr 2015 wurde er zum vierten Mal in Folge für die PO gewählt. Dort profilierte er sich nach dem Regierungswechsel als scharfer Kritiker von Verteidigungsminister Antoni Macierewicz. Nachdem er im Januar 2018 im Sejm gegen ein von seiner Partei unterstütztes Liberalisierungsprojekt zur Abtreibung gestimmt hatte, wurde er aus der PO  ausgeschlossen.
Am 4. Juli 2019 schloss er sich der Polskie Stronnictwo Ludowe (PSL) an, für die er bei der Wahl 2019 ein weiteres Mal in dem Sejm gewählt wurde. Er war damit der erste PSL-Abgeordnete aus der Woiwodschaft Pommern seit 2001. Als sich die PSL für die Parlamentswahl 2023 am Wahlbündnis Trzecia Droga beteiligte, wurde er auch für dieses gewählt. In der neuen Legislaturperiode übernahm er wieder den Vorsitz im Geheimdienstausschuss.